# Baraut
Baraut è una suddivisione dell'India, classificata come municipal board, di 85.822 abitanti, situata nel distretto di Bagpat, nello stato federato dell'Uttar Pradesh. In base al numero di abitanti la città rientra nella classe II (da 50.000 a 99.999 persone).

## Geografia fisica
La città è situata a 29° 6' 0 N e 77° 16' 0 E e ha un'altitudine di 230 m s.l.m..

## Società

### Evoluzione demografica
Al censimento del 2001 la popolazione di Baraut assommava a 85.822 persone, delle quali 45.877 maschi e 39.945 femmine. I bambini di età inferiore o uguale ai sei anni assommavano a 13.660, dei quali 7.489 maschi e 6.171 femmine. Infine, coloro che erano in grado di saper almeno leggere e scrivere erano 53.390, dei quali 31.298 maschi e 22.092 femmine.